# Come On Over (album)
 (mai 2021).
 (mai 2021).
- Si vous ne connaissez pas le sujet, laissez ce bandeau (vous pouvez alors contacter les auteurs).
- Si vous supprimez le contenu mis en cause (vous pouvez préalablement contacter les auteurs),

argumentez précisément cette suppression dans la page de discussion
(un manque de référence n'est pas un argument ; une recherche réelle de référence doit avoir été effectuée, être formellement documentée).
Pour les articles homonymes, voir Come on Over.
Albums de Shania Twain
The Woman in Me Up!
Come On Over est le troisième album de Shania Twain. Dévoilant sa vraie personnalité, elle s'implique davantage dans l'écriture des chansons. Avec 40 millions d'exemplaires vendus à travers le monde, c'est l'un des albums les plus vendus de l'histoire,,.

## Historique
La production fut très difficile et Shania Twain devait travailler très dur pour réaliser un album plus rythmé que son précédent The Woman in Me, qui a pourtant connu un grand succès. Bien que le coût de production soit beaucoup moins élevé que ce dernier, Come On Over coûtera très cher. Il sera terminé en seulement 9 mois. Sur ce disque, cinq chansons sortiront partout dans le monde: You're Still the One (qui devient sa 1re grande percée internationale), From This Moment On, That Don't Impress Me Much (son plus gros succès à ce jour), Man! I Feel Like a Woman! et Don't Be Stupid. Aux États-Unis, elle réussit à placer trois chansons au Top 10 du Billboard Hot 100.

## Vente de l'album
Aux États-Unis, 173 000 copies de l'album sont vendues la première semaine de sa sortie, mais atteint la 2e position et se vendra chaque semaine à plus de 100 000 copies et ce, pendant 99 semaines, c'est-à-dire 1 an et 11 mois. Au Canada, l'album débute en 1re position avec des ventes de 53 000 copies. À la fin de 1999, l'album devient l'un des albums les plus vendus de l'histoire puisqu'il s'est vendu à 40 millions d'exemplaires,,, dont 20 millions aux États-Unis. Au Canada, elle devient la deuxième femme à avoir une certification de double diamant. Au Royaume-Uni, l'album restera au sommet des palmarès pendant 10 semaines. L'album reçoit plusieurs certifications de platine et de diamant. Aux États-Unis, l'album obtient plusieurs records jamais battus encore : 2 millions de copies sont distribuées dans les clubs et dans les bars et elle restera au top 20 du Billboard 200 pendant 99 semaines.
En Australie, l'album reste numéro 1 pendant 20 semaines et reste sur les palmarès des 50 meilleures ventes pendant 146 semaines. Il reçoit la certification de 15x platine. En Nouvelle-Zélande, l'album reste numéro 1 pendant 6 mois et reste sur les palmarès pendant deux ans. Il est certifié 17x platine.

## Critiques
L'album est très bien accueilli par les critiques qui soulignent le fait que Shania Twain a réussi à associer de la musique country avec de la pop et du rock.

## Liste des titres
Toutes les chansons sont écrites par Shania Twain et Robert John "Mutt" Lange. Plusieurs versions de l'album sont disponibles avec quelques modifications par rapport la version originale de 1997 dont voici la liste des titres :
| No  | Titre                                    | Durée |
| --- | ---------------------------------------- | ----- |
| 1.  | Man! I Feel Like a Woman!                | 3:53  |
| 2.  | I'm Holdin' On to Love (To Save My Life) | 3:30  |
| 3.  | Love Gets Me Every Time                  | 3:33  |
| 4.  | Don't Be Stupid (You Know I Love You)    | 3:35  |
| 5.  | From This Moment On (avec Bryan White)   | 4:43  |
| 6.  | Come On Over                             | 2:55  |
| 7.  | When                                     | 3:39  |
| 8.  | Whatever You Do! Don't!                  | 3:47  |
| 9.  | If You Wanna Touch Her, Ask!             | 4:04  |
| 10. | You're Still the One                     | 3:34  |
| 11. | Honey, I'm Home                          | 3:39  |
| 12. | That Don't Impress Me Much               | 3:38  |
| 13. | Black Eyes, Blue Tears                   | 3:39  |
| 14. | I Won't Leave You Lonely                 | 4:13  |
| 15. | Rock This Country!                       | 4:23  |
| 16. | You've Got a Way                         | 3:24  |

## Simples de l'album
Les chansons extraites de l'album dépendent de certains pays.
Aux États-Unis et au Canada, le premier extrait est Love Get Me Every Time.  Le simple se classe n.1 des palmarès country autant aux États-Unis qu'au Canada. Elle obtient son deuxième simple classé dans le top 40 du Billboard Hot 100, atteignant la 25e position et se classe au top 5 au Canada.
Le deuxième extrait américain et canadien est Don't Be Stupid (You Know I Love You). Le simple obtient un franc succès des classements countrys, se classant n.1 au Canada et n.6 aux États-Unis. Aux États-Unis, il devient son troisième simple à atteindre le top 40 du Billboard Hot 100 et atteint la douzième position au Canada. Le simple sortira comme cinquième extrait en Europe et sixième extrait en Australie et Nouvelle-Zélande. Le simple obtient un succès modéré à l'échelle mondiale, se retrouvant dans le top 40 au Royaume-Uni, en Australie, en Irlande, aux Pays-Bas et en Suède.
Le troisième extrait américain et canadien est You're Still The One. Le simple un énorme succès sur tous les radios et fait monter en flèches les ventes de l'album. Elle obtient également un grand succès dans la pop avec ce simple. La chanson se classe n.1 des palmarès AC et Countrys au Canada et aux États-Unis. La chanson est également connus pour être son plus gros succès sur le Billboard Hot 100. Elle passe 42 semaines sur le palmarès et s'est rendu jusqu'en deuxième position, et elle y reste pendant 9 semaines. Le simple sera la 1er extrait en mars 1998 à l'extérieur du marché Nord-Américain et obtient sa 1re grande percée internationale. Le simple devient n.1 en Australie et se classe dans le top 10 aux Pays-Bas, au Royaume-Uni, en Nouvelle-Zélande et en Irlande.
Le quatrième extrait américain et canadien est From This Moment On. Cette ballade romantique, obtient un très grand succès commercial. Au Canada, le simple se classe n.1 des palmarès  AC et Countrys et la quatrième position du palmarès général. Aux États-Unis, le simple se classe n.1 des palmarès AC, n.6 des palmarès countrys et n.4 du Billboard Hot 100. Le simple sera lancé comme deuxième extrait à travers le monde et se classe dans le top 10 en Australie, Nouvelle-Zélande et Royaume-Uni et dans le top 40 en Suède et en France.
Le cinquième extrait au Canada et États-Unis est Honey I'm Home. Le simple se classe n.1 des palmarès country autant aux États-Unis. Il s'agit à ce jour de son dernier n.1 au palmarès countrys aux États-Unis.
When sera le troisième extrait au Royaume-Uni et le 10e extrait Canada. Le simple se classe dans le top 20 sur deux continents.
That Don't Impress Me Much est le sixième extrait aux États-Unis et au Canada. Le simple obtient un très grand succès commercial et est le plus gros succès en Europe. Aux États-Unis, le simple se classe sur plusieurs palmarès, dont le n.6 des palmarès AC, n.7 du Billboard Hot 100 et n.8 du palmarès Country. Au Canada, le simple se classe n.2 du palmarès country, n.5 du palmarès général et n.6 du palmarès AC. Il sera le troisième extrait partout dans le monde et devient le plus gros succès à ce jour. Le simple se classe n.1 en Nouvelle Zélande et dans le top10 un peu partout dans le monde, dont l'Australie, la Norvège, la Finlande, l'Autriche, les Pays-Bas, etc.
Man I Feel Like a Woman est le septième extrait américain et au Canada. Le simple se classe très bien sur les palmarès Billboard, dont n.4 du palmarès countrys et n.16 du palmarès AC. Sur le Billboard Hot 100, le simple mets 26 semaines avant d'atteindre sa plus haut position, la 23e position, car la chanson est sorti sur les radios AC très tard par rapport aux radio country. Au Canada, le simple se classe n.2 des palmarès countrys, n.9 du palmarès AC n.17 des palmarès général. Le simple sort comme quatrième extrait dans le monde et a un très grand succès commercial, se classant n.1 en Nouvelle Zélande et dans le top 10 en France, au Royaume-Uni, en Belgique et en Irlande.
You've Got a Way sera le huitième extrait américain et canadien. Il sort comme cinquième extrait en Australie et en Nouvelle-Zélande. La chanson est remixée pour la trame sonore du film Nothing Hill. La chanson obtient un succès modéré, se classant aux États-Unis n.6 des palmarès AC, n.13 et apparaît même sur le Billboard Hot 100. La chanson se classe au Canada n.1 du palmarès country, n.6 du palmarès AC et n.17 du palmarès général. La chanson se classe aussi dans le top 40 en Nouvelle-Zélande et en Australie.
Come On Over sera le neuvième extrait américain et canadien. Sur le palmarès countrys, le simple se classe n.1 au Canada et n.6 aux États-Unis et le simple apparaît même sur le Billboard Hot 100.
Rock This Country et I'm Holding on to Love (To Save my Love) sont lancés au Canada et aux États-Unis uniquement comme simple radio. Ce dernier obtient un franc succès sur les palmarès countrys, atteignant la 17e position aux États-Unis et 4e du palmarès country au Canada.

## Charts mondiaux
Ventes mondiales: 41 000 000
| Pays              | Meilleure position | Certification | Vente      |
| ----------------- | ------------------ | ------------- | ---------- |
| Argentine         |                    | 2x Platine    | 160 000    |
| Australie         | 1 (20 semaines)    | 15x Platine   | 1 200 000  |
| Autriche          | 4                  | Or            | 25 000     |
| Belgique Flandres | 1                  | 2x Platine    | 100 000    |
| Belgique Wallonie | 4                  | 2x Platine    | 100 000    |
| Brésil            | -                  | Or            | 250 000    |
| Canada            | 1 (8 semaines)     | 2x Diamant    | 20 800 000 |
| Danemark          | 1                  | 2x Platine    | 200 000    |
| Finlande          | 6                  | Or            | 40 000     |
| France            | 4                  | 2x Platine    | 800 000    |
| Allemagne         | 8                  | Platine       | 825 000    |
| Hongrie           | 24                 |               |            |
| Italie            | 20                 | Or            | 50 000     |
| Irlande           | 1                  | 8x Platine    | 300 000    |
| Japon             | 59                 |               | 300 000    |
| Mexique           | 10                 | Or            | 100 000    |
| Pays-Bas          | 1 (7 semaines)     | 5x Platine    | 350 000    |
| Nouvelle-Zélande  | 1 (23 semaines)    | 17x Platine   | 255 000    |
| Norvège           | 1 (6 semaines)     | 6x Platine    | 350 000    |
| Espagne           | 8                  | Platine       | 150 000    |
| Suède             | 4                  | 3x Platine    | 290 000    |
| Suisse            | 4                  | 3x Platine    | 200 000    |
| Royaume-Uni       | 1 (10 semaines)    | Diamant       | 10 000 000 |
| États-Unis        | 2                  | 2x Diamant    | 20 300 000 |

## Personnel
Beaucoup de musiciens ont joué sur l'album :
- Bruce Bouton – steel guitar
- Larry Byrom – slide guitar
- Joe Chemay – guitare basse, basse fretless
- Stuart Duncan – fiddle
- Larry Franklin – fiddle
- Paul Franklin – steel guitar, "cosmic steel"
- Rob Hajacos – fiddle
- John Hobbs – piano
- Dann Huff – guitare électrique riffs, guitare rythmique, guitare talkbox, guitare électrique à 12 cordes, wah-wah, guitare basse à 6 cordes, sitar électrique, textures de toutes les guitares
- John Hughey – steel guitar
- John Barlow Jarvis – piano
- Mutt Lange – chant
- Paul Leim – tambour
- Brent Mason – guitare électrique licks and solos
- Joey Miskulin – accordéon
- Michael Omartian – piano
- Eric Silver – mandoline
- Arthur Stead – piano, orgue, synthétiseur
- Shania Twain – chant principal, chœurs
- Biff Watson – guitare acoustique, riffs de guitare électrique, guitare rythmique, nylon string guitar

"Bow Bros." gang fiddles sur les pistes 1, 3, 4, 8, 11, 13, et 15 (de la version originale) exécutés par Rob Hajacos, Joe Spivey, Glen Duncan, et Aubrey Haynie.
Cordes pour "From This Moment On" exécutées par Carl Marsh.